# Cratere Eudropin
Eudropin è un cratere sulla superficie di Giapeto.